# 越前竹原站
越前竹原站（日语：／ Echizen-Takehara eki */?）是位於福井縣吉田郡永平寺町竹原，越前鐵道的勝山永平寺線車站。車站編號為E18。

## 車站構造
本站是地面車站，設有1面2線的島式月台。勝山方向的列車會使用月台南邊的路軌，列車會靠右進站。另外，日間大部分列車會在此站列車交會。月台與車站大樓之間設有站內平交道。車站大樓位於本線北邊。在福井方向路軌北邊設有側線。

### 月台
| 月台 | 路線          | 上下行 | 方向     |
| ---- | ------------- | ------ | -------- |
| 1    | ■勝山永平寺線 | 上行   | 福井方向 |
| 2    | ■勝山永平寺線 | 下行   | 勝山方向 |

## 歷史
- 1914年2月11日：京都電燈越前電氣鐵道市荒川站（日语：／）啟用[1][2]。
- 1942年3月2日：隨著京福電氣鐵道（京福）成立[4]，成為越前線（後來為越前本線）車站[5]。
- 1955年9月1日：市荒川站遷移，站名改為越前竹原站[6]。
- 1967年4月7日：結束貨物業務[7]。
- 1983年2月1日：成為無人車站[1]。
- 2001年6月25日：由於半年內兩度發生嚴重事故（日语：京福電気鉄道越前本線列車衝突事故），被國土交通省中部運輸局（日语：中部運輸局）引用鐵道事業法（日语：鉄道事業法）勒令全線暫停服務[8][9]。
- 2003年：

- 2月1日：車站設施轉讓至越前鐵道。
- 10月19日：越前鐵道重開永平寺口～勝山路段，本車站亦重開。

- 2021年3月2日：車站周邊發生大規模山泥傾瀉[10]。勝山～山王之間暫停服務[11]。最初預計在4月下旬重開[12]，最後在同年4月6日重開[10][13][14]。
- 2024年10月11日：越前鐵道及福井鐵道均可使用ICOCA及全國通用IC卡付款[15][16]。

## 使用狀況
以下為一日平均上下車人次：
| 上下車人次變化 | 上下車人次變化 |
| 年度           | 1日平均人次    |
| -------------- | -------------- |
| 2011           | 154            |
| 2012           | 149            |
| 2013           | 146            |
| 2014           | 126            |
| 2015           | 129            |
| 2016           | 137            |
| 2017           | 115            |
| 2018           | 107            |
| 2019           | 90             |
| 2020           | 78             |
| 2021           | 42             |
| 2022           | 54             |

## 相鄰車站
越前鐵道
■勝山永平寺線
□快速（只有上行班次）
山王（E17）←越前竹原（E18）←發坂（E21）
■普通
山王（E17）－越前竹原（E18）－小舟渡（E19）

## 外部連結
- 越前鐵道越前竹原站 （页面存档备份，存于）（日語）